# Fiodor Kern
Pour les articles homonymes, voir Kern.
Fiodor Sergueïevitch Kern, en russe :  Федор Сергеевич Керн, né le 4 décembre 1817 à Viazma dans le gouvernement de Smolensk, mort le 24 décembre 1890 à Saint-Pétersbourg.
Amiral russe, membre du Conseil de l'Amirauté.

## Biographie
Né dans une famille noble de Smolensk, en 1831, Fiodor Kern entra à l'École du Corps naval des Cadets de Saint-Pétersbourg, il en sortit diplômé en 1835. Au grade d'adjudant il fut affecté dans la Flotte de la mer Noire. Il servit sous les ordres de plusieurs commandants de la Marine impériale de Russie comme : Vladimir Kornilov (1806-1854) à bord du brick Femistokl, Meltin sur le brick Femistokl et la frégate Braïla, Vladimir Istomin sur la corvette Orest et la frégate Flora et Pavel Nakhimov.
Kern entreprit une expédition navale au large des côtes du Caucase il put acquérir une grande expérience. En 1846, il fut décoré de l'Ordre de Sainte-Anne (quatrième classe) et fut promu lieutenant de marine. En 1849, il obtint le commandement du navire de guerre Argovat et navigua le long des côtes du Caucase. Il exerça le commandement à bord du bateau à vapeur Bessarabie, sur la corvette Calypso, le bateau à vapeur Odessa et la frégate Kulevcha.
Au cours de la Guerre de Crimée (1853-1856), à bord de la frégate Odessa placé sous les ordres de l'amiral Pavel Nakhimov, le 30 septembre 1853 Fiodor Kern prit part à la bataille de Sinop. Après le débarquement des troupes alliées à Balaklava (25 septembre et 26 septembre 1854) il fut nommé commandant de la quatrième ligne défensive de la tour Malakoff. Au cours des combats il fut blessé à la tête par une balle (26 mai 1855). Il fut décoré de l'Ordre de Sainte-Anne (deuxième classe - avec glaives), l'Ordre de Saint-Vladimir (troisième classe - avec glaives), l'Ordre de Saint-Georges - troisième classe, en outre il reçut une épée d'or avec l'inscription « Pour bravoure ».
Promu au grade de capitaine (premier rang - grade équivalent à celui de colonel dans l'infanterie ou l'Armée de l'air) Fiodor Kern fut transféré en mer Baltique. Dans cette Flotte, il commanda plusieurs navires le Rouge (Красный) (1856), l'Orel (1857-1860, la corvette Lynx. En 1869, il fut promu contre-amiral et placé à la tête de la Flotte de la mer Noire. En 1879, il fut admis au sein du Conseil de l'Amirauté.

### Décès
Fiodor Kern décéda au grade d'amiral le 24 décembre 1890 à Saint-Pétersbourg.

## Distinctions
- Ordre de Saint-Georges de IIIe classe
- Ordre de Saint-Vladimir de IIIe classe avec glaives
- Ordre de Saint-Alexandre Nevski
- Ordre de l’Aigle Blanc
- Ordre de Sainte-Anne de Ire classe
- Ordre de Saint-Stanislas de Ire classe
- Glaive d'or avec l'inscription « Pour bravoure ».

## Sources
- ((livre: Encyclopédie militaire Sytina))

- (ru) Cet article est partiellement ou en totalité issu de l’article de Wikipédia en russe intitulé « Керн, Фёдор Сергеевич » (voir la liste des auteurs).